# Tonghua
Tonghua ou Tunghwa (通化) é uma cidade da província de Jilin, na China. Localiza-se no sudoeste da província, numa zona montanhosa perto da fronteira com a Coreia do Norte. Tem cerca de 518 mil habitantes. Foi fundada no século XIX.